# Karel Tilga
Karel Tilga (* 5. Februar 1998 in Tartu) ist ein estnischer Leichtathlet, der sich auf den Zehnkampf spezialisiert hat.

## Sportliche Laufbahn

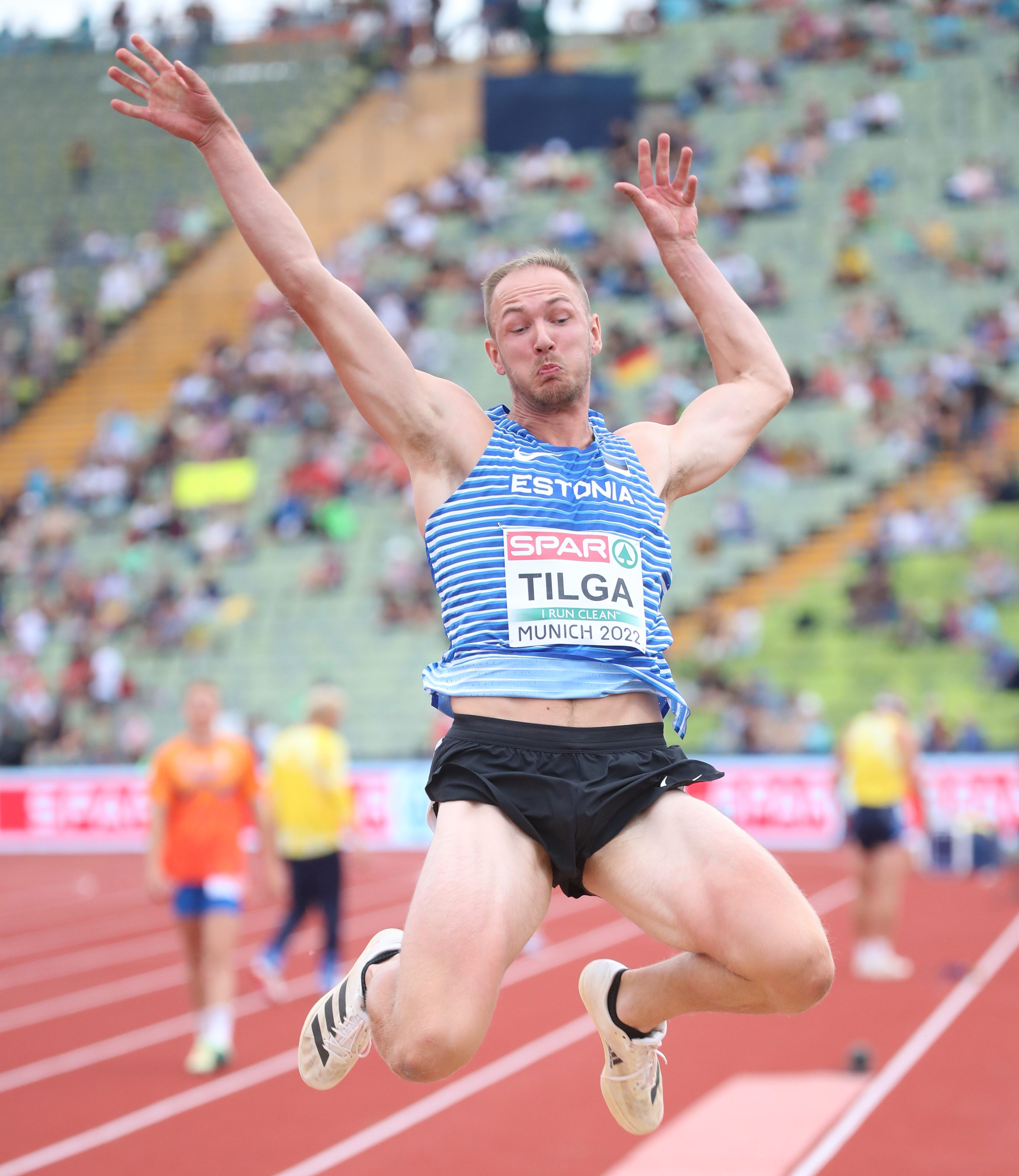
Tilga bei den European Championships 2022 in München

Karel Tilga bestritt 2014 seine ersten Wettkämpfe gegen die nationale Konkurrenz, in erster Linie im Hochsprung und in den Wurfdisziplinen. 2015 warf er im Speerwurf eine Weite von 66,17 und qualifizierte sich damit für die U18-Weltmeisterschaften in Cali, die im Juli. ausgetragen wurden. In der Qualifikation genügte die Weite von 65,98 nicht um in das Finale einzuziehen. Anfang August bestritt er dann in der Heimat seinen ersten Zehnkampf im Rahmen der Estnischen U18-Meisterschaften und wurde Fünfter. Die gleiche Platzierung erreichte er im Frühjahr 2016 im Siebenkampf bei den Estnischen U20-Hallenmeisterschaften. 2017 trat er in Grosseto bei den U20-Europameisterschaften an. Dort bestritt er seinen ersten Zehnkampf mit mehr als 8000 Punkten und gewann damit die Bronzemedaille. 2018 absolvierte er in Götzis den Zehnkampf mit 8101 Punkt und qualifizierte sich damit für die Europameisterschaften in Berlin. Er musste den Wettkampf nach der siebten Disziplin, dem Diskuswurf, aufgeben. Tilga besuchte ein Gymnasium in Tartu und studiert seit 2019 Volkswirtschaftslehre an der University of Georgia in den USA, wo er seitdem Teil deren Sportteam, den Georgia Bulldogs, ist. Im April 2021 absolvierte ein Arkansas einen Zehnkampf mit 8484 Punkten und qualifizierte sich damit für die Olympischen Sommerspiele in Tokio. Dort konnte er sein Leistungspotential nicht abrufen, wenngleich er sich im Speerwurf deutlich steigern konnte. Am Ende belegte er mit 7018 Punkten den 20. Platz.
2022 trat er im Frühjahr bei den Hallenweltmeisterschaften in Belgrad im Siebenkampf an. Es gelang ihm im Laufe des Wettkampfes seine Bestzeit über 60 m zu verbessern. Letztendlich belegte er den neunten Platz. Einen Monat später trat er bei den Europameisterschaften in München an, brach den Wettkampf allerdings nach der achten Disziplin, dem Stabhochsprung, ab, nachdem er nach drei Versuchen keine übersprungene Höhe vorweisen konnte. 2023 belegte Tilga bei seinem WM-Debüt mit neuer Bestpunktzahl von 8681 Punkten den vierten Platz bei den Weltmeisterschaften in Budapest.

## Wichtige Wettbewerbe
| Jahr                | Veranstaltung             | Ort                 | Platz               | Disziplin           | Punktzahl / Weite   |
| Startet für Estland | Startet für Estland       | Startet für Estland | Startet für Estland | Startet für Estland | Startet für Estland |
| ------------------- | ------------------------- | ------------------- | ------------------- | ------------------- | ------------------- |
| 2015                | U18-Weltmeisterschaften   | Cali                | 20.                 | Speerwurf (700 g)   | 75,98 m             |
| 2017                | U20-Europameisterschaften | Grosseto            | 3.                  | Zehnkampf           | 8002 Punkte         |
| 2018                | Europameisterschaften     | Berlin              |                     | Zehnkampf           | DNF                 |
| 2021                | Olympische Sommerspiele   | Tokio               | 20.                 | Zehnkampf           | 7018 Punkte         |
| 2022                | Hallenweltmeisterschaften | Belgrad             | 9.                  | Siebenkampf         | 5964 Punkte         |
| 2022                | Europameisterschaften     | München             |                     | Zehnkampf           | DNF                 |
| 2023                | Weltmeisterschaften       | Budapest            | 4.                  | Zehnkampf           | 8681 Punkte         |

## Persönliche Bestleistungen
Freiluft
- 100 Meter: 10,84 s, 25. August 2023, Budapest
- Weitsprung: 7,69 m, 9. April 2021, Athens
- Kugelstoßen: 16,19 m, 29. April 2023, Desenzano del Garda
- Hochsprung: 2,10 m, 9. April 2021, Athens
- 400 m: 48,49 s, 27. Mai 2023, Götzis
- 110 m Hürden: 15,13 s, 15. Mai 2021, College Station
- Diskuswurf: 51,39 m, 20. Mai 2023, Ülenurme
- Stabhochsprung: 4,80 m, 26. August 2023, Budapest
- Speerwurf: 73,36 m, 5. August 2021, Tokio
- 1500 m: 4:20,73 min, 26. August 2023, Budapest
- Zehnkampf: 8681 Punkte, 26. August 2023, Budapest

Halle
- 60 m: 7,07 s, 18. März 2022, Belgrad
- Weitsprung: 7,62 m, 11. März 2021, Fayetteville
- Kugelstoßen: 16,04 m, 11. März 2021, Fayetteville
- Hochsprung: 2,07 m, 2. Februar 2018, Tallinn
- 60 m Hürden: 8,24 s, 12. März 2021, Fayetteville
- Stabhochsprung: 4,96 m, 12. März 2021, Fayetteville
- 1000 m: 2:36,32 min, 12. März 2021, Fayetteville
- Siebenkampf: 6264 Punkte, 12. März 2021, Fayetteville